# Comuna Seredivka, Zhurivka
Seredivka (în ucraineană Середівка) este o comună în raionul Zhurivka, regiunea Kiev, Ucraina, formată din satele Oleksiivka și Seredivka (reședința).

## Demografie
Componența lingvistică a comunei Seredivka
     Ucraineană (98,09%)
     Rusă (1,79%)
Conform recensământului din 2001, majoritatea populației comunei Seredivka era vorbitoare de ucraineană (98,09%), existând în minoritate și vorbitori de rusă (1,79%).